# USco J160843.44-224516.0
USco J160843.44−224516.0 ist ein L1-Zwerg im Sternbild Skorpion. Er wurde 2008 von Nicolas Lodieu et al. entdeckt.